# الزيارة (مسرحية)
الزيارة (بالألمانية: Der Besuch der alten Dame) هي ملهاة مأساوية ألّفها الكاتب السويسري فريدريش دورينمات سنة 1956.

## الحبكة
إن امرأة عجوز ثرية للغاية تعود إلى مسقط رأسها السابق بعقد صفقة مروعة: فهي تريد من سكان المدينة أن يقتلوا الرجل الذي جعلها حاملا، ثم هجرها. في المقابل، سوف توفر ما يكفي من المال لتنشيط المدينة البالية. أهل البلدة يوافقون في النهاية.